# Лазер, Дитер
Ди́тер Ла́зер (англ. Dieter Laser; 17 февраля 1942, Киль, Провинция Шлезвиг-Гольштейн, Германия — 29 февраля 2020, Берлин, Германия) — немецкий актёр, известный по роли профессора Отто Блеттхена в фильме «Лесной царь» и по роли доктора Хейтера в фильме «Человеческая многоножка», за которую он получил премию Fantastic Fest в номинации «Лучший актёр», а также по телесериалу «Лексс».

## Биография
Лазер родился в Киле.
В 1975 году он был награждён премией German Film Award in Gold в категории «Лучший актёр» за главную роль в фильме «Джон Гликштадт».
Дитер Лазер жил с супругой Ингой в Берлине.

## Избранная фильмография
- 1975 — Джон Гликштадт / John Glückstadt — Джон Хенсен «Гликштадт»
- 1975 — Потерянная честь Катарины Блюм / Die verlorene Ehre der Katharina Blum — Вернер Тётгес
- 1975—2002 — Место преступления / Tatort (телесериал) — доктор Курц / Пит Калльвайт (2 эпизода)
- 1976 — Дьявольское зелье / Die Elixiere des Teufels — Медардус
- 1977 — Операция Ганимед / Operation Ganymed — Дон
- 1978 — Германия осенью / Deutschland im Herbst — член ТВ-комитета
- 1978 — Стеклянная клетка / Die gläserne Zelle — Давид Райнальт
- 1990 — Человек внутри / The Man Inside — Леонард Шрётер
- 1991 — Встреча с Венерой / Meeting Venus — Фон Биндер
- 1995 — Закон Вольфа / Wolffs Revier (телесериал) — Ульрих Штольценберг (1 эпизод)
- 1996 — Разговор с чудовищем / Conversation with the Beast — Питер Холлстен
- 1996 — Лесной царь / Der Unhold — профессор Блетхен
- 1998 — Клоун / Der Clown (телесериал) — Гёрц (1 эпизод)
- 1998 — Телефон полиции — 110 / Polizeiruf 110 (телесериал) — Ханнес Фосс (1 эпизод)
- 1998—2000 — Лексс / Lexx (телесериал) — Мантрид (5 эпизодов)
- 2002 — Наци / Führer Ex — Эдуард Келлерман
- 2002 — Большие девочки не плачут / Große Mädchen weinen nicht — Герр Винтер
- 2003 — Балтийский шторм / Baltic Storm — Гериг
- 2006 — Я буду другой / Ich bin die Andere — Бруно
- 2009 — Человеческая многоножка / The Human Centipede (First Sequence) — доктор Хейтер
- 2015 — Человеческая многоножка 3 / The Human Centipede III (Final Sequence) — Босс Билл
- 2017 — Ноябрь / November — барон